# Taxi

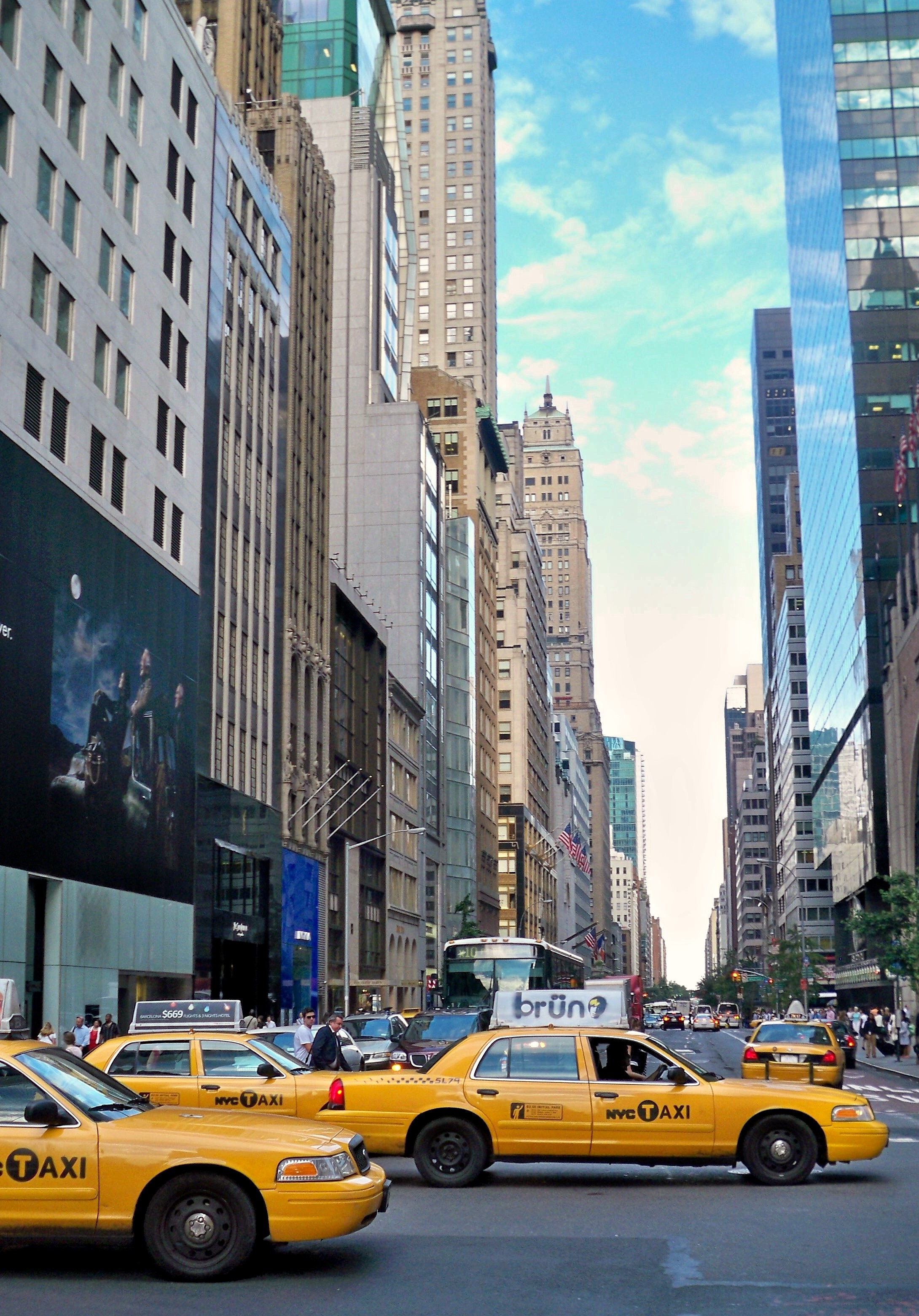
Egységes sárga taxik New Yorkban

A taxi személyfuvarozó bérkocsi, amelyet főképp városokban és elővárosokban használnak, kötetlen útvonalon közlekedik két meghatározott pont között. A taxit sofőr vezeti, a szolgáltatásért az utasnak meghatározott viteldíjat kell fizetnie, amelyet a taxióra (más néven taxaméter) mér. A taxi egyik fajtája a kötött útvonalon közlekedő iránytaxi.

## Története
A taxi szó francia eredetű, a taxiórából (taxaméter) származik, melyet Wilhelm Bruhn talált fel 1891-ben. Az első modern taxik Európában és Amerikában álltak szolgálatba az 1890-es években, fejlődésük szorosan kapcsolódik az autó fejlődéséhez. Az első taxiórás taxik 1907-ben jelentek meg.

## Jellemzői

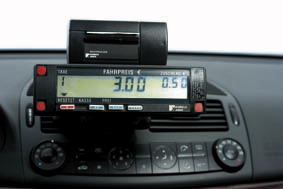
Egy taxióra

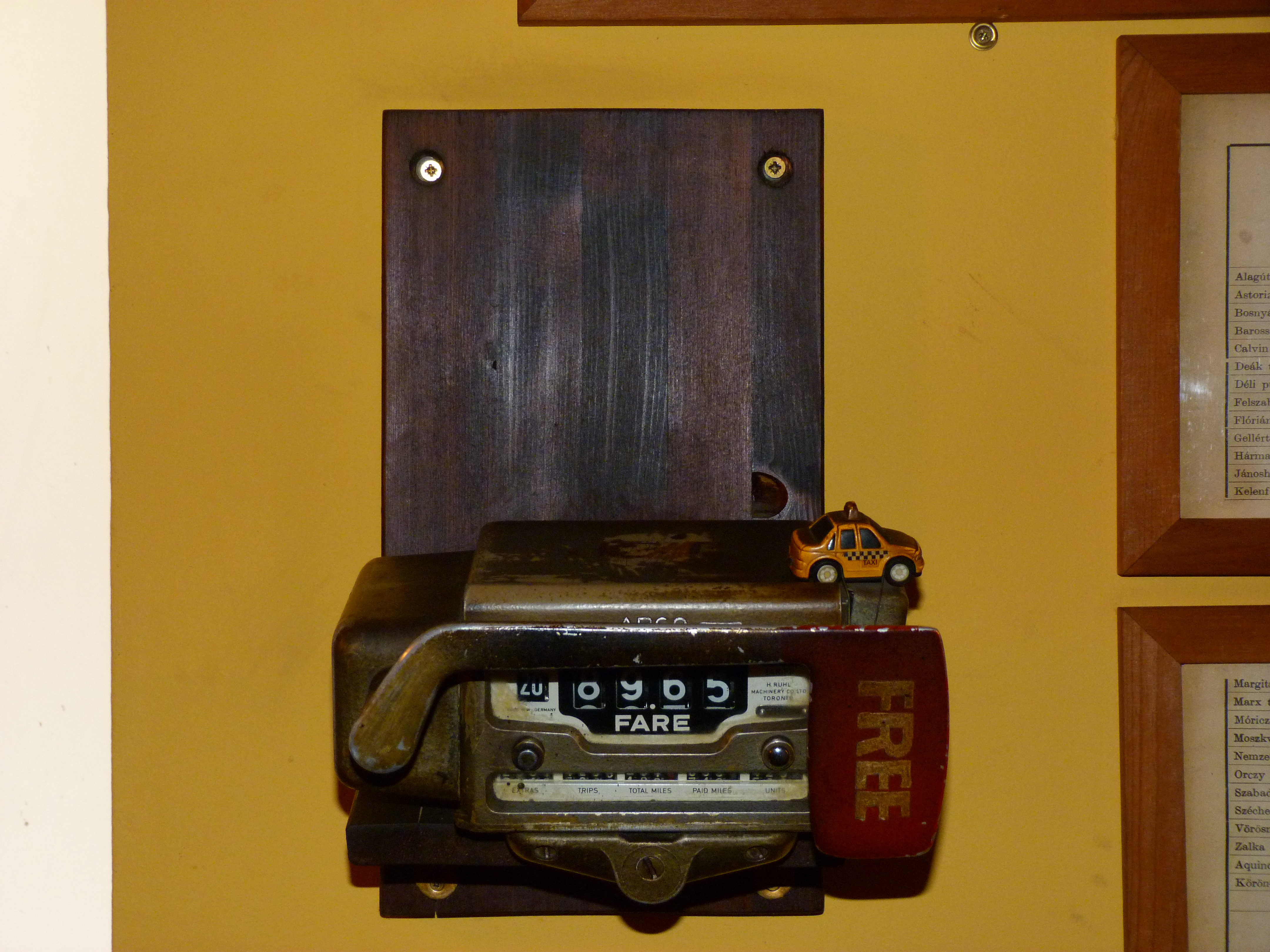
Egy régi taxióra

A taxik általában négy- vagy ötajtós járművek, melyeket a szolgáltatások függvényében átalakítanak, egyes országokban és városokban a külső dizájnnak is szigorú szabályoknak kell megfelelnie.
A taxitársaságok háromféleképp működhetnek: léteznek olyan társaságok, ahol a sofőrök alkalmazottak, és a vállalat tulajdonát képező autókat vezetnek, máshol a sofőrök lízingelik az autókat a taxivállalattól, de olyan konstrukció is létezik, ahol a jármű a sofőr tulajdonát képezi.
A taxikat le lehet inteni az utcán, be lehet szállni a taxikba a drosztokon, vagy telefonon lehet az egyes társaságoktól rendelni. Telefonos hívás esetén a taxisok felé az utast a diszpécser közvetíti, aki a taxisokat koordinálja. Egyre több helyen internetes és telefonos applikációs rendelésre is van lehetőség. Nemzetközi hálózatok esetén külföldön is lehet taxit rendelni ugyanazzal az applikációval; az applikáció segít előre megtervezni az utazási költségeket, mivel azt is kiírja, hogy kb. mennyi lesz a fuvar díja.

## Szabályozása Budapesten

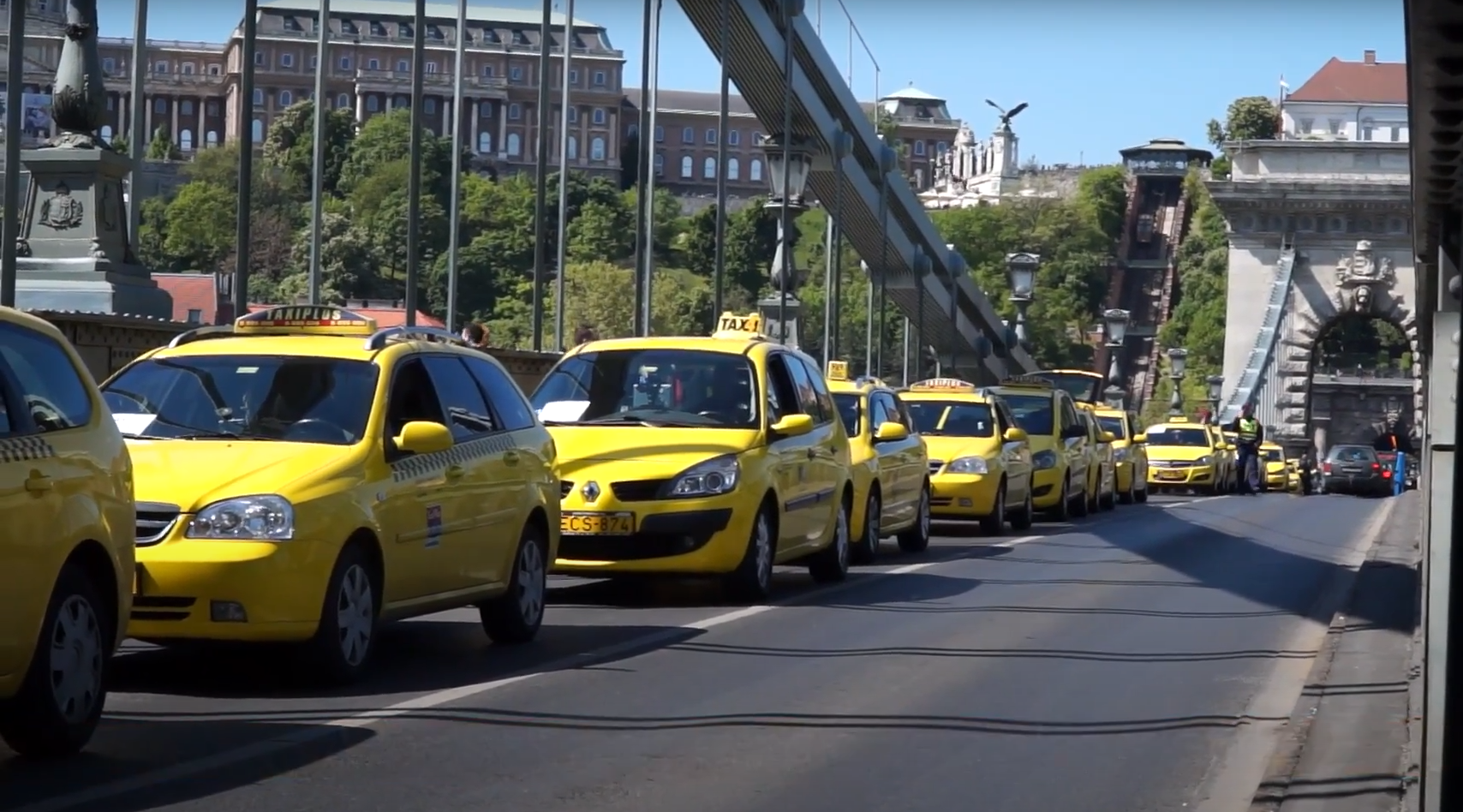
Egységes arculatú sárga taxik Budapesten

Számos városban és országban részletesen szabályozzák minden taxi tarifáját, megjelenését és komfortfokozatát. A Budapesten 2013 óta érvényben lévő taxirendelet többek között az alábbiakat írja elő:
- Minden taxinak egységes tarifát kell alkalmaznia. 2023. március 6-ától az alábbi tarifarendszer van érvényben:
  - Alapdíj: 1100 Ft
  - Kilométerdíj: 440 Ft/km (azaz 22,73 méterenként 10 Ft)
  - Percdíj: 110 Ft/perc (azaz 5,45 másodpercenként 10 Ft)

15 km/órás sebesség felett kilométerdíjat, míg 15 km/órás sebesség alatt és állóhelyzetben percdíjat kell számolni. Fontos, hogy a percdíjat mindenképpen úgy határozzák meg (tarifaemelések esetén is), hogy a percdíj összege percenként pontosan a negyede legyen a kilométerdíjnak kilométerenként. Ennek oka, hogy így 15 km/órás sebesség esetén pontosan megegyezik az árazás kilométerdíj és percdíj felszámolása esetén is. A percdíj lényege, hogy a taxi sebességének csökkenése esetén 15 km/órás sebesség alá érve már nem lassul tovább időben mérve a fizetendő díj növekedése, még állóhelyzetben sem; ennek oka, hogy dugó esetén kevesebb fuvart tud a taxis egységnyi idő alatt teljesíteni, amit a tarifarendszer részlegesen ellensúlyoz a percdíj alkalmazásával.
- A személygépkocsik kora 10 év alatti legyen.
- A taxik alapszíne egységesen sárga (RAL 1023, szabvány fényezésű vagy matricás borítással), rajtuk azonos utastájékoztatási elemekkel.
- Egységes arculattal rendelkeznek a taxik, de megengedett a fuvarszervezők saját logóját tartalmazó szabadjelzőjének a használata.
- A taxikon egységes formátumú kötelező tarifatájékoztatást alkalmaznak.
- A taxiknak legalább 2550 mm-es tengelytávval, legalább 430 literes csomagtérrel, legalább 55 kW-os hajtómotor-teljesítménnyel és legalább EURO 5-ös környezetvédelmi besorolású motorral kell rendelkezniük. A gyári hibrid gépkocsik teljesítményadatait a beépített összhajtómotor-teljesítmény figyelembevételével kell megállapítani.
- A taxiknak rendelkezniük kell a légkondicionálóval.
- Tilos a dohányzás minden taxiban.
- A taxikban kötelező biztosítani a bankkártyás fizetés lehetőségét.
- A taxikon október 15-étől március 15-éig téli gumit kell használni.

A budapesti taxirendelet által szabályozott pontok egy részét 2015-ben országos szinten kiterjesztette a kormány, viszont a szabályozás többi elemének, többek között az egységes sárga színnek, a fix tarifának és a kártyás fizetés lehetőségének kötelező biztosításának országos kiterjesztését elmulasztották.

## Áttérés az elektromos meghajtásra
A taxik egyik káros hatása, hogy az autók jelentős szén-dioxid-, nitrogén-oxid- és szállópor-kibocsátása révén jelentősen szennyezik a környezetet. Emiatt egyre több városban látják be, hogy teljes mértékben át kell állni az elektromos autókra a taxik esetében. Ausztriában ezért döntöttek úgy, hogy 2025-től kizárólag elektromos autók kaphatnak új taxiengedélyt.
Budapesten is felmerült ilyen szabályozás lehetősége: egy 2017-ben nyilvánosságra került terv szerint már 2020-tól csak tisztán elektromos autók kaphattak volna új taxiengedélyt. Az elképzelés eddig nem valósult meg.